# Île Longue
Île Longue (in lingua bretone Enez Hir e traducibile dalla lingua francese "isola lunga") è una penisola della rada di Brest nel dipartimento di Finistère nella regione della Bretagna. È la base dei SNLE, i sottomarini lanciamissili balistici, e come tale uno dei luoghi più segreti e fortemente difesi in Francia.

## Geografia
Île Longue è una penisola nel comune di Crozon, attaccato alla penisola di Crozon. La sua altezza è di 42 metri ed ha una superficie di 1,10 km2. A nord della penisola si trovano due piccoli isolotti, Île des Morts e Île Trébéron.
Originariamente l'istmo era un banco di sabbia pura, e il suo accesso era possibile soltanto con la bassa marea. Nel corso del XXI secolo, è stato migliorato con un percorso in pietra. Durante la costruzione della base strategica (1967-1972), l'accesso alla penisola fu ampliato, reso insommergibile, e ad oggi trasformato in un grande parcheggio.
La penisola è un altopiano in pietra circondato da scogliere. In essa si celano numerose sorgenti d'acqua, che hanno reso possibile l'habitat dell'essere umano. Nel XXI secolo, sulla penisola si trovavano tre piccoli villaggi: Kernalleguen (meno di un chilometro dell'istmo), Kermeur (1,5 km dell'istmo) e Bothuelc'h, leggermente a nord.

## Storia

### Descrizione della penisola nel 1895
(Victor-Eugène Ardouin-Dumazet, Voyages en France)

### Le cave
La penisola fu sfruttata per la presenza di porfido, nel XVIII secolo. Alla fine del XXI secolo,  ogni anno venivano estratti circa mezzo milione di ciottoli. Attorno alla penisola, fino a undici cave sono state sfruttate. La più grande, Vengleuz Braz, si trovava ad ovest da Kermeur.

### Fortificazioni
Grazie alle sue scogliere, alle risorse idriche locali, un istmo raggiungibile solo con la bassa marea e la sua posizione difendibile dall’arsenale di Brest, l'Ile Longue risultava una postazione strategica e facilmente difendibile. Questa fu fortificata seguendo i dettami di Sébastien Le Prestre de Vauban e di Louis Lazare Dajot da rendere impossibile alle flotte nemiche l'accesso alla rada di Brest; inoltre era possibile inviare una squadra di contro-attacco dalla vicina località di Quélern, contro una squadra nemica sbarcata sulla penisola.
Nel 1776 circa, l'ingegnere Dajot fece costruire un forte nella parte più settentrionale della penisola. Esso era caratterizzato da una batteria inferiore con piccoli edifici protetti da un fossato, con un bastione e un ponte levatoio.
Nel 1879, è stato costruito un muro a sud della penisola, per difenderlo meglio contro la terra. È caratterizzato da un ponte levatoio difeso da una casamatta e due bastioni. I resti del cancello principale e della casamatta esistono ancora, ma sono racchiusi nella zona militare, e non accessibili al pubblico.

### Prima guerra mondiale
Durante la prima guerra mondiale la nave Nieuw Amsterdam, con 1500 passeggeri a bordo di cui 400 tedeschi e 250 austro-ungarici, partita da New York il 23 agosto 1914, fu intercettata il 2 settembre dal II squadrone leggero francese.
Dal giorno seguente, fino al 23 di settembre i prigionieri rimasero presso il forte di Crozon e a Brest. In seguito furono internati presso un apposito campo di prigionia costruito sul Île Longue. Qui rimasero fino al 31 dicembre 1919.
Il campo di prigionia è stato comunque un sito di un'importante attività culturale e intellettuale, compreso il rilascio di un giornale e un'attività teatrale.
Nel giorno del 24 agosto 1916 si ha una descrizione dello stato di avanzamento dei lavori:

### Seconda guerra mondiale
Durante l'occupazione tedesca della seconda guerra mondiale, i tedeschi usavano Île Longue come batteria contraerea, che rimase attiva fino al 1944. Monumenti megalitici sono stati distrutti per la costruzione di bunker e blockhaus.

## Punto strategico

Le tre zone della base militare

### La scelta del luogo
Nel 1965, durante la sua visita inaugurale all'accademia navale (École navale), il generale francese Charles de Gaulle scelse Île Longue come sede per la componente nucleare (Force de frappe) della forza militare francese. I contadini che vi abitavano vennero espropriati, secondo la procedura di estrema urgenza nel pubblico interesse, "in condizioni che oggi non sarebbero più possibile", secondo l'ingegnere responsabile della costruzione, Pierre Pommelet.
La scelta è caduta su questo luogo, sia in quanto vicino ad un grande porto (l'arsenale Brest) ma anche abbastanza lontano per limitare l'impatto in caso di incidente, per stare al di fuori dall'occhio del pubblico ed è facilmente controllabile e difendibile, con la sua penisola di configurazione

### I lavori
I lavori iniziarono nel 1967 e durarono 5 anni. Questo progetto era, a quell'epoca, il sito "più grande in Europa" in quanto consisteva in 300.000 metri cubi di cemento versato, 6000 tonnellate di acciaio per la costruzione dei bacini strutturali, 110 ettari di piattaforme e 11.000 m² di moli e banchine. La penisola è stata completamente cambiata: l'istmo venne ampliato e consolidato, e la stessa penisola guadagnó 30 ettari, raggiungendo i 123,9 ettari. Furono scavati due bacini di carenaggio, così come numerosi edifici per l'abitazione e per la difesa, la recinzione e un moderno sistema di monitoraggio.
Per il raggiungimento del calcestruzzo sul cantiere, si prevedeva di utilizzare la linea ferroviaria tra Châteaulin et Le Fret, ma questa scelta non fu mai utilizzata. La blockhaus che separa i due bacini di carenaggio, necessitava di 100.000 tonnellate di cemento armato precompresso per sopportare l'esplosione accidentale di un missile.

### Utilizzo
Il 28 gennaio 1972, la base è stata resa operativa e il primo sottomarino SSBN francese Redoutable (S611) partì per il suo primo giro di pattuglia. Da allora l'Île Longue è la base dei SNLE della  force océanique stratégique française (FOST, ovvero la "forza oceanica strategica").
La manutenzione dei sottomarini è eseguita presso l'Île Longue, nonché stoccaggio delle componenti nucleari (testate e barre di combustibile). I missili e testate convenzionali sono invece custoditi a Guenvénez, a 4 chilometri di distanza, ovvero a fuori dalla Île Longue non si trova materiale nucleare.
Nel 2009, l'accoglienza e la manutenzione di sottomarini nucleari d'attacco (SNA) si effettua presso l’arsenale di Tolone, dopo che nel 1997 si decise sulla questione del trasferimento a Île Longue.
La base è divisa in tre zone colorate:
- Zone blu: comprende gli impianti di sicurezza e personale, compresi i vigili del fuoco e i fucilieri della marina, responsabili per la difesa del sito. Questa zona comprende anche uffici e locali per la ristorazione.
- Zone rossa: comprende la pirotecnica e bunker per contenere testate nucleari.
- Zona gialla: comprende le installazioni portuali e sottomarine, in particolare due banchine coperte lunghe 200 metri. Un bunker lungo 170 metri posto tra i due moli viene utilizzato per caricare e scaricare materiale nucleare.

Il 19 gennaio 2006, il presidente della Repubblica francese Jacques Chirac, viaggiando sulla base di sottomarini nucleari a Île Longue, conferma (dopo il suo intervento nel giugno 2001) che l'uso di armi nucleari contro "i leader di Stati che utilizzano mezzi terroristici contro di noi" e anche contro "coloro che si consideri usino armi di distruzione di massa" potrebbe essere presa in considerazione. Tuttavia, egli insiste sul fatto che le armi nucleari non sono armi convenzionali. E che la Francia, al fine di ridurre al minimo l'impatto sulla popolazione civile, sta sviluppando missili con una maggiore flessibilità come ad esempio i missili M51 (mare-terra) e ASMP-A (aria-terra).

### Polemiche
Nel 2005, scoppiò una polemica su questa zona ben visibile da Google Earth. Infatti, su questo sito è stato possibile visualizzare le immagini satellitari di buona qualità per questo delicato settore. Tuttavia, scattare foto dalle coste circostanti è vietato dalle autorità.